# Pless Ferenc
Pless Ferenc (Budapest, Erzsébetváros, 1898. december 2. – Budapest, Józsefváros, 1957. november 8.)) magyar filmproducer és gyártásvezető.

## Életpályája
Pless Adolf (1861–1919) ügyvéd, kereskedő és Klein Ida gyermekeként született. 1916-ban került a filmszakmába, kezdetben Korda Sándor mellett dolgozott, majd a Phöbus Filmhez került. 1928-ban saját filmvállalatot alapított, amely az ő nevét viselte (Pless Ferenc Filmvállalat). 1935-ben Kiss Józseffel társulva megalapította a Harmonia Filmipari és Filmforgalmi Kft-t. 1939-ben a zsidótörvények miatt lemondásra kényszerült az ügyvezetői tisztségéből, de a háború első éveiben még ő irányított. A második világháború után újjászervezte cégét és 1947-ig Harmonia-Pless Film néven működtette. 1949 és 1952 között a Hunnia Filmgyár gyártásvezetője volt.
Házastársa Freud Berta volt, akit 1930. november 27-én Budapesten, az Erzsébetvárosban vett nőül.
Sírja a Kozma utcai izraelita temetőben található.

## Filmjei

### Producer
- Csókolj meg, édes! (1932)
- Az új rokon (1934)
- A csúnya lány (1935)
- Három sárkány (1936)
- Az én lányom nem olyan (1937)
- A kölcsönkért kastély (1937)
- Magdát kicsapják (1937-38)
- Péntek Rézi (1938)
- Rozmaring (1938)
- Semmelweis (1952)

### Gyártásvezető
- Erzsébet királyné (1940)
- Janika (1949)
- Kis Katalin házassága (1950)
- Becsület és dicsőség (1951)
- Ütközet békében (1952)
- Első fecskék (1952)

### Rendező
- Túl a Nagykrivánon (1921)

### Forgatókönyv
- Túl a Nagykrivánon (1921)